# Matrimonio trial
Matrimonio trial o Trimonio es el matrimonio formado por tres personas.

## Hijos
Cada uno de los cónyuges, sin distinción alguna, dispondrá de la custodia de los hijos surgidos dentro del matrimonio (excepto en casos de maternidad subrogada) y para el matrimonio, sin importar su relación genético-biológica para con el/los hijo(s). 
En la actualidad un ser humano solamente puede ser concebido por la unión de los gametos de dos personas, un hombre y una mujer. Existen muchos casos en los que de manera natural nacieron personas sanas concebidas por la fecundación de dos espermatozoides a un óvulo, pero los espermatozoides siempre pertenecían al mismo hombre. Que tres personas conciban juntas a un ser humano sano es un tema pendiente por la ciencia, la cual a lo largo de los últimos años ha avanzado significativamente en temas como la concepción homosexual y asexual humanas, y con éxito en animales (como el caso de Kaguya); pudiendo quizás en un futuro cercano hacerlo con tríos.

## Legislación
En algunos países los matrimonios triales están expresamente prohibidos, pero en otros no hay leyes que impidan su celebración, como en Brasil, donde en agosto de 2012, se celebró una boda trial, formada por dos mujeres bisexuales y un hombre, debido a cuya notaria no tuvo impedimento legal para formalizar el trío como unión civil. También se han dado otros casos.

## Diferencias respecto a la bigamia
El matrimonio trial no debe confundirse con la bigamia, la que se da cuando una persona contrae matrimonio con otras dos, pero esas dos no lo contraen entre sí.

## Uso del término "trial"
El término matrimonio triple (o boda triple) no debe ser utilizado, ya que lleva a confusión, pudiendo entender, p. ej., en la celebración simultánea de tres bodas distintas. Por ello se emplea el término trial, que se refiere a lo relacionado con los grupos de tres, en este caso a los tríos, como relaciones afectivo-sexuales. Para los cuartetos se usa el adjetivo cuadrial; y para las parejas, el dual.
También se suele utilizar el término "Trimonio" como forma alternativa, conjugando el término "matrimonio" con el "tres".